# 长春铁路运输中级法院
长春铁路运输中级法院是中华人民共和国吉林省的铁路运输中级法院。

## 沿革
吉林省境内的铁路运输基层法院自1980年组建起，上级法院是沈阳铁路运输中级法院。
2011年，沈阳铁路运输中级法院及下辖铁路运输基层法院实行了改制，其人事及经费保障均改由地方负责。其中，辽宁省接手了沈阳铁路运输中级法院及下辖的省内四个铁路运输基层法院（沈阳铁路运输法院、锦州铁路运输法院、大连铁路运输法院、丹东铁路运输法院）。
2012年9月28日，吉林省第十一届人民代表大会常务委员会第三十四次会议通过设立长春铁路运输中级法院的决定。2014年9月，经最高人民法院批准，设立长春铁路运输中级法院。2015年1月1日正式受理案件。2015年9月22日，长春铁路运输中级法院新址正式揭牌，新址设在长春市朝阳经济开发区育民路1871号。

## 对应铁路运输基层法院
- 通化铁路运输法院
- 长春铁路运输法院
- 吉林铁路运输法院
- 白城铁路运输法院
- 图们铁路运输法院